# Notiocharis assimilis
Notiocharis assimilis är en tvåvingeart som beskrevs av Quate 1967. Notiocharis assimilis ingår i släktet Notiocharis och familjen fjärilsmyggor. Inga underarter finns listade i Catalogue of Life.